# Eleições legislativas portuguesas de 2015 no distrito de Santarém
| Eleições legislativas portuguesas de 2015 Distritos: Aveiro \| Beja \| Braga \| Bragança \| Castelo Branco \| Coimbra \| Évora \| Faro \| Guarda \| Leiria \| Lisboa \| Portalegre \| Porto \| Santarém \| Setúbal \| Viana do Castelo \| Vila Real \| Viseu \| Açores \| Madeira \| Estrangeiro |

## Resultados por concelho
Os resultados nos concelhos do Distrito de Santarém foram os seguintes:

### Abrantes
| Partido                 | Partido                        | Votos  | %               | +/-   |
| ----------------------- | ------------------------------ | ------ | --------------- | ----- |
|                         | Partido Socialista             | 7 901  | 39,71 / 100,00  | 7,32  |
|                         | Portugal à Frente              | 5 712  | 28,71 / 100,00  | 14,43 |
|                         | Bloco de Esquerda              | 2 487  | 12,50 / 100,00  | 5,35  |
|                         | Coligação Democrática Unitária | 1 688  | 8,48 / 100,00   | 0,58  |
|                         | PCTP/MRPP                      | 318    | 1,60 / 100,00   | 0,07  |
|                         | Pessoas–Animais–Natureza       | 245    | 1,23 / 100,00   | 0,39  |
|                         | Outros                         | 826    | 4,16 / 100,00   |       |
| Votos Inválidos         | Votos Inválidos                | 720    | 3,62 / 100,00   | 0,63  |
| Total                   | Total                          | 19 897 | 100,00 / 100,00 |       |
| Eleitorado/Participação | Eleitorado/Participação        | 34 185 | 58,20 / 100,00  | 0,75  |

| Freguesia                                       | %     | %     | %     | %     | %    | %    | Votantes |
| Freguesia                                       | PS    | PÀF   | BE    | CDU   | PCTP | PAN  | Votantes |
| ----------------------------------------------- | ----- | ----- | ----- | ----- | ---- | ---- | -------- |
| Abrantes e Alferrarede                          | 35,77 | 33,42 | 12,91 | 7,39  | 1,32 | 1,26 | 8 484    |
| Aldeia do Mato e Souto                          | 16,61 | 66,97 | 5,72  | 3,69  | 0,55 | 0,92 | 542      |
| Alvega e Concavada                              | 48,19 | 21,23 | 10,26 | 9,80  | 2,18 | 1,45 | 1 102    |
| Bemposta                                        | 44,90 | 23,58 | 12,46 | 5,87  | 1,85 | 1,75 | 971      |
| Carvalhal                                       | 36,95 | 38,42 | 10,10 | 3,94  | 1,48 | 0,74 | 406      |
| Fontes                                          | 31,60 | 47,85 | 6,13  | 1,23  | 0,61 | 1,23 | 326      |
| Martinchel                                      | 33,97 | 37,78 | 10,16 | 3,81  | 0,32 | 1,90 | 315      |
| Mouriscas                                       | 38,03 | 26,28 | 11,00 | 12,71 | 1,71 | 1,71 | 936      |
| Pego                                            | 48,67 | 15,67 | 14,58 | 8,92  | 2,83 | 0,83 | 1 200    |
| Rio de Moinhos                                  | 35,30 | 32,60 | 13,85 | 5,41  | 3,21 | 1,01 | 592      |
| São Facundo e Vale das Mós                      | 52,63 | 12,87 | 12,16 | 13,80 | 1,17 | 0,82 | 855      |
| São Miguel do Rio Torto e Rossio ao Sul do Tejo | 46,24 | 21,69 | 12,03 | 10,30 | 1,81 | 1,35 | 2 370    |
| Tramagal                                        | 41,94 | 20,52 | 15,63 | 12,46 | 1,67 | 0,89 | 1 798    |
| Abrantes                                        | 39,71 | 28,71 | 12,50 | 8,48  | 1,60 | 1,23 | 19 897   |

### Alcanena
| Partido                 | Partido                        | Votos  | %               | +/-   |
| ----------------------- | ------------------------------ | ------ | --------------- | ----- |
|                         | Portugal à Frente              | 2 912  | 40,63 / 100,00  | 12,92 |
|                         | Partido Socialista             | 2 161  | 30,15 / 100,00  | 7,69  |
|                         | Coligação Democrática Unitária | 708    | 9,88 / 100,00   | 1,00  |
|                         | Bloco de Esquerda              | 612    | 8,54 / 100,00   | 2,43  |
|                         | PCTP/MRPP                      | 106    | 1,48 / 100,00   | 0,21  |
|                         | Pessoas–Animais–Natureza       | 94     | 1,31 / 100,00   | 0,52  |
|                         | Outros                         | 281    | 3,93 / 100,00   |       |
| Votos Inválidos         | Votos Inválidos                | 294    | 4,10 / 100,00   | 0,32  |
| Total                   | Total                          | 7 168  | 100,00 / 100,00 |       |
| Eleitorado/Participação | Eleitorado/Participação        | 12 558 | 57,08 / 100,00  | 2,75  |

| Freguesia                       | %     | %     | %     | %     | %    | %    | Votantes |
| Freguesia                       | PÀF   | PS    | CDU   | BE    | PCTP | PAN  | Votantes |
| ------------------------------- | ----- | ----- | ----- | ----- | ---- | ---- | -------- |
| Alcanena e Vila Moreira         | 33,26 | 31,55 | 13,42 | 10,29 | 2,47 | 1,12 | 2 586    |
| Bugalhos                        | 37,83 | 35,01 | 11,47 | 7,85  | 1,21 | 1,01 | 497      |
| Malhou, Louriceira e Espinheiro | 25,86 | 42,76 | 11,37 | 9,46  | 1,81 | 1,21 | 994      |
| Minde                           | 55,07 | 21,09 | 6,61  | 6,78  | 0,86 | 1,43 | 1 754    |
| Moitas Venda                    | 47,97 | 23,98 | 4,27  | 8,13  | 0,41 | 2,64 | 492      |
| Monsanto                        | 29,26 | 43,01 | 9,61  | 8,73  | 0,22 | 0,87 | 458      |
| Serra de Santo António          | 70,03 | 15,76 | 2,58  | 3,62  | 0    | 1,55 | 387      |
| Alcanena                        | 40,63 | 30,15 | 9,88  | 8,54  | 1,48 | 1,31 | 7 168    |

### Almeirim
| Partido                 | Partido                         | Votos  | %               | +/-   |
| ----------------------- | ------------------------------- | ------ | --------------- | ----- |
|                         | Partido Socialista              | 4 376  | 40,87 / 100,00  | 9,48  |
|                         | Portugal à Frente               | 2 948  | 27,53 / 100,00  | 15,09 |
|                         | Coligação Democrática Unitária  | 1 164  | 10,87 / 100,00  | 0,10  |
|                         | Bloco de Esquerda               | 1 065  | 9,95 / 100,00   | 3,74  |
|                         | PCTP/MRPP                       | 168    | 1,57 / 100,00   | 0,46  |
|                         | Partido Democrático Republicano | 127    | 1,19 / 100,00   | Novo  |
|                         | Pessoas–Animais–Natureza        | 121    | 1,13 / 100,00   | 0,13  |
|                         | Outros                          | 341    | 3,17 / 100,00   |       |
| Votos Inválidos         | Votos Inválidos                 | 398    | 3,72 / 100,00   | 0,09  |
| Total                   | Total                           | 10 708 | 100,00 / 100,00 |       |
| Eleitorado/Participação | Eleitorado/Participação         | 19 976 | 53,60 / 100,00  | 0,75  |

| Freguesia            | %     | %     | %     | %     | %    | %    | %    | Votantes |
| Freguesia            | PS    | PÀF   | CDU   | BE    | PCTP | PDR  | PAN  | Votantes |
| -------------------- | ----- | ----- | ----- | ----- | ---- | ---- | ---- | -------- |
| Almeirim             | 37,40 | 31,14 | 9,22  | 10,68 | 1,34 | 1,27 | 1,08 | 5 832    |
| Benfica do Ribatejo  | 49,44 | 18,34 | 17,49 | 7,55  | 1,90 | 0,99 | 0,63 | 1 418    |
| Fazendas de Almeirim | 42,33 | 25,65 | 11,06 | 9,68  | 1,99 | 1,22 | 1,35 | 3 111    |
| Raposa               | 51,01 | 21,33 | 9,80  | 9,80  | 0,29 | 0,29 | 2,02 | 347      |
| Almeirim             | 40,87 | 27,53 | 10,87 | 9,95  | 1,57 | 1,19 | 1,13 | 10 708   |

### Alpiarça
| Partido                 | Partido                         | Votos | %               | +/-  |
| ----------------------- | ------------------------------- | ----- | --------------- | ---- |
|                         | Partido Socialista              | 1 243 | 31,81 / 100,00  | 6,69 |
|                         | Coligação Democrática Unitária  | 1 227 | 31,41 / 100,00  | 3,29 |
|                         | Portugal à Frente               | 661   | 16,92 / 100,00  | 8,60 |
|                         | Bloco de Esquerda               | 361   | 9,24 / 100,00   | 4,72 |
|                         | PCTP/MRPP                       | 60    | 1,54 / 100,00   | 0,84 |
|                         | Partido Democrático Republicano | 57    | 1,46 / 100,00   | Novo |
|                         | Outros                          | 140   | 3,59 / 100,00   |      |
| Votos Inválidos         | Votos Inválidos                 | 158   | 4,05 / 100,00   | 0,40 |
| Total                   | Total                           | 3 907 | 100,00 / 100,00 |      |
| Eleitorado/Participação | Eleitorado/Participação         | 6 417 | 60,89 / 100,00  | 0,39 |

| Freguesia | %     | %     | %     | %    | %    | %    | Votantes |
| Freguesia | PS    | CDU   | PÀF   | BE   | PCTP | PDR  | Votantes |
| --------- | ----- | ----- | ----- | ---- | ---- | ---- | -------- |
| Alpiarça  | 31,81 | 31,41 | 16,92 | 9,24 | 1,54 | 1,46 | 3 907    |
| Alpiarça  | 31,81 | 31,41 | 16,92 | 9,24 | 1,54 | 1,46 | 3 907    |

### Benavente
| Partido                 | Partido                         | Votos  | %               | +/-   |
| ----------------------- | ------------------------------- | ------ | --------------- | ----- |
|                         | Partido Socialista              | 3 684  | 29,93 / 100,00  | 5,51  |
|                         | Portugal à Frente               | 3 527  | 28,65 / 100,00  | 14,80 |
|                         | Coligação Democrática Unitária  | 2 059  | 16,73 / 100,00  | 0,65  |
|                         | Bloco de Esquerda               | 1 551  | 12,60 / 100,00  | 6,52  |
|                         | PCTP/MRPP                       | 276    | 2,24 / 100,00   | 0,06  |
|                         | Pessoas–Animais–Natureza        | 177    | 1,44 / 100,00   | 0,08  |
|                         | Partido Democrático Republicano | 123    | 1,00 / 100,00   | Novo  |
|                         | Outros                          | 434    | 3,52 / 100,00   |       |
| Votos Inválidos         | Votos Inválidos                 | 478    | 3,89 / 100,00   | 0,01  |
| Total                   | Total                           | 12 309 | 100,00 / 100,00 |       |
| Eleitorado/Participação | Eleitorado/Participação         | 23 323 | 52,78 / 100,00  | 1,62  |

| Freguesia      | %     | %     | %     | %     | %    | %    | %    | Votantes |
| Freguesia      | PS    | PÀF   | CDU   | BE    | PCTP | PAN  | PDR  | Votantes |
| -------------- | ----- | ----- | ----- | ----- | ---- | ---- | ---- | -------- |
| Barrosa        | 40,00 | 12,06 | 18,10 | 16,83 | 3,81 | 1,59 | 0,63 | 315      |
| Benavente      | 27,69 | 29,70 | 18,57 | 12,47 | 1,93 | 1,30 | 1,09 | 3 936    |
| Samora Correia | 30,84 | 27,32 | 16,21 | 13,07 | 2,27 | 1,55 | 1,03 | 7 094    |
| Santo Estêvão  | 29,05 | 39,63 | 12,55 | 8,30  | 2,80 | 1,14 | 0,52 | 964      |
| Benavente      | 29,93 | 28,65 | 16,73 | 12,60 | 2,24 | 1,44 | 1,00 | 12 309   |

### Cartaxo
| Partido                 | Partido                        | Votos  | %               | +/-   |
| ----------------------- | ------------------------------ | ------ | --------------- | ----- |
|                         | Partido Socialista             | 4 626  | 38,31 / 100,00  | 8,78  |
|                         | Portugal à Frente              | 3 166  | 26,22 / 100,00  | 16,45 |
|                         | Bloco de Esquerda              | 1 612  | 13,35 / 100,00  | 6,73  |
|                         | Coligação Democrática Unitária | 1 346  | 11,15 / 100,00  | 0,84  |
|                         | PCTP/MRPP                      | 204    | 1,69 / 100,00   | 0,12  |
|                         | Pessoas–Animais–Natureza       | 196    | 1,62 / 100,00   | 0,22  |
|                         | Outros                         | 534    | 4,43 / 100,00   |       |
| Votos Inválidos         | Votos Inválidos                | 391    | 3,24 / 100,00   | 1,23  |
| Total                   | Total                          | 12 075 | 100,00 / 100,00 |       |
| Eleitorado/Participação | Eleitorado/Participação        | 20 818 | 58,00 / 100,00  | 0,94  |

| Freguesia               | %     | %     | %     | %     | %    | %    | Votantes |
| Freguesia               | PS    | PÀF   | BE    | CDU   | PCTP | PAN  | Votantes |
| ----------------------- | ----- | ----- | ----- | ----- | ---- | ---- | -------- |
| Cartaxo e Vale da Pinta | 34,90 | 29,56 | 13,92 | 10,02 | 1,50 | 1,83 | 6 018    |
| Ereira e Lapa           | 44,30 | 23,41 | 13,42 | 10,19 | 1,21 | 1,11 | 991      |
| Pontével                | 42,29 | 19,35 | 15,41 | 12,39 | 2,32 | 1,44 | 2 284    |
| Valada                  | 47,76 | 20,71 | 5,41  | 17,65 | 1,41 | 0,94 | 425      |
| Vale da Pedra           | 35,04 | 24,70 | 10,01 | 17,95 | 3,16 | 1,31 | 919      |
| Vila Chã de Ourique     | 41,45 | 27,68 | 12,10 | 8,28  | 0,97 | 1,81 | 1 438    |
| Cartaxo                 | 38,31 | 26,22 | 13,35 | 11,15 | 1,69 | 1,62 | 12 075   |

### Chamusca
| Partido                 | Partido                         | Votos | %               | +/-   |
| ----------------------- | ------------------------------- | ----- | --------------- | ----- |
|                         | Partido Socialista              | 1 903 | 38,75 / 100,00  | 6,76  |
|                         | Portugal à Frente               | 1 189 | 24,21 / 100,00  | 12,55 |
|                         | Coligação Democrática Unitária  | 870   | 17,72 / 100,00  | 1,63  |
|                         | Bloco de Esquerda               | 427   | 8,69 / 100,00   | 3,47  |
|                         | PCTP/MRPP                       | 106   | 2,16 / 100,00   | 0,53  |
|                         | Partido Democrático Republicano | 53    | 1,08 / 100,00   | Novo  |
|                         | Outros                          | 185   | 3,78 / 100,00   |       |
| Votos Inválidos         | Votos Inválidos                 | 178   | 3,62 / 100,00   | 0,09  |
| Total                   | Total                           | 4 911 | 100,00 / 100,00 |       |
| Eleitorado/Participação | Eleitorado/Participação         | 8 451 | 58,11 / 100,00  | 2,51  |

| Freguesia                  | %     | %     | %     | %     | %    | %    | Votantes |
| Freguesia                  | PS    | PÀF   | CDU   | BE    | PCTP | PDR  | Votantes |
| -------------------------- | ----- | ----- | ----- | ----- | ---- | ---- | -------- |
| Carregueira                | 41,15 | 21,39 | 14,43 | 10,85 | 2,66 | 0,92 | 977      |
| Chamusca e Pinheiro Grande | 34,41 | 24,87 | 20,01 | 9,02  | 2,24 | 1,45 | 2 139    |
| Parreira e Chouto          | 40,44 | 35,11 | 9,25  | 6,58  | 2,19 | 0    | 638      |
| Ulme                       | 52,15 | 20,73 | 10,69 | 7,97  | 1,12 | 1,12 | 627      |
| Vale de Cavalos            | 33,96 | 17,74 | 33,02 | 6,79  | 2,08 | 1,13 | 530      |
| Chamusca                   | 38,75 | 24,21 | 17,72 | 8,69  | 2,16 | 1,08 | 4 911    |

### Constância
| Partido                 | Partido                         | Votos | %               | +/-   |
| ----------------------- | ------------------------------- | ----- | --------------- | ----- |
|                         | Partido Socialista              | 869   | 39,83 / 100,00  | 8,90  |
|                         | Portugal à Frente               | 484   | 22,18 / 100,00  | 17,88 |
|                         | Coligação Democrática Unitária  | 287   | 13,15 / 100,00  | 0,34  |
|                         | Bloco de Esquerda               | 280   | 12,83 / 100,00  | 8,20  |
|                         | PCTP/MRPP                       | 46    | 2,11 / 100,00   | 0,29  |
|                         | Partido Democrático Republicano | 27    | 1,24 / 100,00   | Novo  |
|                         | Pessoas–Animais–Natureza        | 24    | 1,01 / 100,00   | 0,13  |
|                         | Outros                          | 86    | 3,94 / 100,00   |       |
| Votos Inválidos         | Votos Inválidos                 | 81    | 3,71 / 100,00   | 1,01  |
| Total                   | Total                           | 2 182 | 100,00 / 100,00 |       |
| Eleitorado/Participação | Eleitorado/Participação         | 3 422 | 63,76 / 100,00  | 0,25  |

| Freguesia                  | %     | %     | %     | %     | %    | %    | %    | Votantes |
| Freguesia                  | PS    | PÀF   | CDU   | BE    | PCTP | PDR  | PAN  | Votantes |
| -------------------------- | ----- | ----- | ----- | ----- | ---- | ---- | ---- | -------- |
| Constância                 | 30,02 | 28,85 | 14,23 | 11,89 | 1,17 | 1,95 | 1,95 | 513      |
| Montalvo                   | 42,35 | 23,23 | 10,06 | 11,19 | 2,41 | 0,71 | 0,99 | 706      |
| Santa Margarida da Coutada | 43,20 | 17,86 | 14,85 | 14,54 | 2,39 | 1,25 | 0,52 | 963      |
| Constância                 | 39,83 | 22,18 | 13,15 | 12,83 | 2,11 | 1,24 | 1,01 | 2 182    |

### Coruche
| Partido                 | Partido                        | Votos  | %               | +/-   |
| ----------------------- | ------------------------------ | ------ | --------------- | ----- |
|                         | Partido Socialista             | 3 695  | 37,43 / 100,00  | 6,65  |
|                         | Portugal à Frente              | 2 459  | 24,91 / 100,00  | 11,32 |
|                         | Coligação Democrática Unitária | 2 022  | 20,48 / 100,00  | 0,46  |
|                         | Bloco de Esquerda              | 854    | 8,65 / 100,00   | 4,20  |
|                         | PCTP/MRPP                      | 154    | 1,56 / 100,00   | 0,42  |
|                         | Outros                         | 416    | 4,21 / 100,00   |       |
| Votos Inválidos         | Votos Inválidos                | 272    | 2,75 / 100,00   | 0,29  |
| Total                   | Total                          | 9 872  | 100,00 / 100,00 |       |
| Eleitorado/Participação | Eleitorado/Participação        | 17 178 | 57,47 / 100,00  | 1,07  |

| Freguesia               | %     | %     | %     | %     | %    | Votantes |
| Freguesia               | PS    | PÀF   | CDU   | BE    | PCTP | Votantes |
| ----------------------- | ----- | ----- | ----- | ----- | ---- | -------- |
| Biscainho               | 34,51 | 45,10 | 6,86  | 6,27  | 1,37 | 510      |
| Branca                  | 40,54 | 31,01 | 15,50 | 5,26  | 1,14 | 703      |
| Coruche, Fajarda e Erra | 37,71 | 27,33 | 15,40 | 10,33 | 1,47 | 5 635    |
| Couço                   | 27,05 | 8,93  | 51,69 | 5,48  | 1,97 | 1 623    |
| Santana do Mato         | 42,93 | 25,83 | 16,58 | 5,41  | 1,92 | 573      |
| São José da Lamarosa    | 51,21 | 21,50 | 9,18  | 10,02 | 1,57 | 828      |
| Coruche                 | 37,43 | 24,91 | 20,48 | 8,65  | 1,56 | 9 872    |

### Entroncamento
| Partido                 | Partido                         | Votos  | %               | +/-   |
| ----------------------- | ------------------------------- | ------ | --------------- | ----- |
|                         | Partido Socialista              | 3 764  | 36,04 / 100,00  | 11,39 |
|                         | Portugal à Frente               | 2 878  | 27,56 / 100,00  | 21,29 |
|                         | Bloco de Esquerda               | 1 695  | 16,23 / 100,00  | 7,27  |
|                         | Coligação Democrática Unitária  | 939    | 8,99 / 100,00   | 0,99  |
|                         | Pessoas–Animais–Natureza        | 157    | 1,50 / 100,00   | 0,59  |
|                         | Partido Democrático Republicano | 137    | 1,31 / 100,00   | Novo  |
|                         | Outros                          | 459    | 4,40 / 100,00   |       |
| Votos Inválidos         | Votos Inválidos                 | 415    | 3,97 / 100,00   | 1,17  |
| Total                   | Total                           | 10 444 | 100,00 / 100,00 |       |
| Eleitorado/Participação | Eleitorado/Participação         | 17 253 | 60,53 / 100,00  | 2,25  |

| Freguesia               | %     | %     | %     | %     | %    | %    | Votantes |
| Freguesia               | PS    | PÀF   | BE    | CDU   | PAN  | PDR  | Votantes |
| ----------------------- | ----- | ----- | ----- | ----- | ---- | ---- | -------- |
| Nossa Senhora de Fátima | 33,46 | 28,90 | 17,53 | 7,81  | 1,66 | 1,38 | 6 148    |
| São João Batista        | 39,73 | 25,63 | 14,36 | 10,68 | 1,28 | 1,21 | 4 296    |
| Entroncamento           | 36,04 | 27,56 | 16,23 | 8,99  | 1,50 | 1,31 | 10 444   |

### Ferreira do Zêzere
| Partido                 | Partido                        | Votos | %               | +/-   |
| ----------------------- | ------------------------------ | ----- | --------------- | ----- |
|                         | Portugal à Frente              | 2 351 | 50,07 / 100,00  | 11,35 |
|                         | Partido Socialista             | 1 272 | 27,09 / 100,00  | 3,92  |
|                         | Bloco de Esquerda              | 346   | 7,37 / 100,00   | 3,89  |
|                         | Coligação Democrática Unitária | 147   | 3,13 / 100,00   | 0,58  |
|                         | Pessoas–Animais–Natureza       | 53    | 1,13 / 100,00   | 0,42  |
|                         | Outros                         | 265   | 5,64 / 100,00   |       |
| Votos Inválidos         | Votos Inválidos                | 261   | 5,55 / 100,00   | 0,64  |
| Total                   | Total                          | 4 695 | 100,00 / 100,00 |       |
| Eleitorado/Participação | Eleitorado/Participação        | 7 572 | 62,00 / 100,00  | 0,41  |

| Freguesia               | %     | %     | %    | %    | %    | Votantes |
| Freguesia               | PÀF   | PS    | BE   | CDU  | PAN  | Votantes |
| ----------------------- | ----- | ----- | ---- | ---- | ---- | -------- |
| Águas Belas             | 40,27 | 36,35 | 9,20 | 3,62 | 1,06 | 663      |
| Areias e Pias           | 59,23 | 18,56 | 5,07 | 3,85 | 0,51 | 986      |
| Beco                    | 58,20 | 23,98 | 4,51 | 2,46 | 0,82 | 488      |
| Chãos                   | 62,54 | 19,06 | 5,02 | 3,34 | 0,33 | 299      |
| Ferreira do Zêzere      | 41,21 | 30,69 | 9,73 | 3,92 | 1,96 | 1 274    |
| Igreja Nova do Sobral   | 54,59 | 25,41 | 7,57 | 0,81 | 2,16 | 370      |
| Nossa Senhora do Pranto | 49,11 | 30,73 | 7,48 | 1,63 | 0,49 | 615      |
| Ferreira do Zêzere      | 50,07 | 27,09 | 7,37 | 3,13 | 1,13 | 4 695    |

### Golegã
| Partido                 | Partido                        | Votos | %               | +/-   |
| ----------------------- | ------------------------------ | ----- | --------------- | ----- |
|                         | Partido Socialista             | 1 074 | 36,11 / 100,00  | 9,45  |
|                         | Portugal à Frente              | 800   | 26,90 / 100,00  | 15,65 |
|                         | Coligação Democrática Unitária | 466   | 15,67 / 100,00  | 0,54  |
|                         | Bloco de Esquerda              | 325   | 10,93 / 100,00  | 4,39  |
|                         | PCTP/MRPP                      | 62    | 2,08 / 100,00   | 0,07  |
|                         | Pessoas–Animais–Natureza       | 36    | 1,21 / 100,00   | 0,42  |
|                         | Outros                         | 102   | 3,42 / 100,00   |       |
| Votos Inválidos         | Votos Inválidos                | 109   | 3,67 / 100,00   | 0,17  |
| Total                   | Total                          | 2 974 | 100,00 / 100,00 |       |
| Eleitorado/Participação | Eleitorado/Participação        | 5 052 | 58,87 / 100,00  | 1,11  |

| Freguesia  | %     | %     | %     | %     | %    | %    | Votantes |
| Freguesia  | PS    | PÀF   | CDU   | BE    | PCTP | PAN  | Votantes |
| ---------- | ----- | ----- | ----- | ----- | ---- | ---- | -------- |
| Azinhaga   | 38,84 | 17,54 | 25,17 | 11,62 | 1,82 | 0,46 | 878      |
| Golegã     | 32,77 | 33,32 | 10,80 | 10,85 | 2,02 | 1,47 | 1 834    |
| Pombalinho | 50,38 | 13,36 | 17,94 | 9,16  | 3,44 | 1,91 | 262      |
| Golegã     | 36,11 | 26,90 | 15,67 | 10,93 | 2,08 | 1,21 | 2 974    |

### Mação
| Partido                 | Partido                        | Votos | %               | +/-   |
| ----------------------- | ------------------------------ | ----- | --------------- | ----- |
|                         | Portugal à Frente              | 1 957 | 43,25 / 100,00  | 13,12 |
|                         | Partido Socialista             | 1 570 | 34,70 / 100,00  | 6,48  |
|                         | Bloco de Esquerda              | 348   | 7,69 / 100,00   | 3,55  |
|                         | Coligação Democrática Unitária | 197   | 4,35 / 100,00   | 1,02  |
|                         | Outros                         | 264   | 5,84 / 100,00   |       |
| Votos Inválidos         | Votos Inválidos                | 189   | 4,17 / 100,00   | 0,42  |
| Total                   | Total                          | 4 525 | 100,00 / 100,00 |       |
| Eleitorado/Participação | Eleitorado/Participação        | 6 579 | 68,78 / 100,00  | 0,49  |

| Freguesia                      | %     | %     | %    | %    | Votantes |
| Freguesia                      | PÀF   | PS    | BE   | CDU  | Votantes |
| ------------------------------ | ----- | ----- | ---- | ---- | -------- |
| Amêndoa                        | 57,14 | 30,36 | 5,36 | 0,60 | 336      |
| Cardigos                       | 69,34 | 16,31 | 4,38 | 2,87 | 662      |
| Carvoeiro                      | 47,12 | 35,60 | 4,45 | 2,88 | 382      |
| Envendos                       | 38,88 | 42,50 | 8,40 | 3,79 | 607      |
| Mação, Penhascoso e Aboboreira | 35,48 | 37,89 | 9,26 | 5,20 | 2 193    |
| Ortiga                         | 32,46 | 39,13 | 8,70 | 8,12 | 345      |
| Mação                          | 43,25 | 34,70 | 7,69 | 4,35 | 4 525    |

### Ourém
| Partido                 | Partido                         | Votos  | %               | +/-  |
| ----------------------- | ------------------------------- | ------ | --------------- | ---- |
|                         | Portugal à Frente               | 16 067 | 67,08 / 100,00  | 7,56 |
|                         | Partido Socialista              | 3 676  | 15,35 / 100,00  | 2,48 |
|                         | Bloco de Esquerda               | 1 302  | 5,44 / 100,00   | 2,74 |
|                         | Coligação Democrática Unitária  | 582    | 2,43 / 100,00   | 0,34 |
|                         | Partido Democrático Republicano | 260    | 1,09 / 100,00   | Novo |
|                         | Outros                          | 991    | 4,14 / 100,00   |      |
| Votos Inválidos         | Votos Inválidos                 | 1 074  | 4,48 / 100,00   | 0,01 |
| Total                   | Total                           | 23 952 | 100,00 / 100,00 |      |
| Eleitorado/Participação | Eleitorado/Participação         | 42 892 | 55,84 / 100,00  | 2,46 |

| Freguesia                                 | %     | %     | %     | %    | %    | Votantes |
| Freguesia                                 | PÀF   | PS    | BE    | CDU  | PDR  | Votantes |
| ----------------------------------------- | ----- | ----- | ----- | ---- | ---- | -------- |
| Alburitel                                 | 47,83 | 25,36 | 10,00 | 4,49 | 1,59 | 690      |
| Atouguia                                  | 70,70 | 13,80 | 3,69  | 1,92 | 0,96 | 1 355    |
| Caxarias                                  | 61,25 | 21,78 | 7,17  | 2,36 | 0,64 | 1 102    |
| Espite                                    | 61,76 | 18,04 | 5,49  | 1,96 | 1,76 | 510      |
| Fátima                                    | 73,66 | 10,46 | 4,16  | 1,82 | 1,05 | 5 919    |
| Freixianda, Ribeira do Fárrio e Formigais | 77,38 | 10,73 | 3,30  | 1,68 | 0,92 | 1 967    |
| Gondemaria e Olival                       | 72,33 | 12,68 | 4,44  | 1,67 | 0,98 | 1 735    |
| Matas e Cercal                            | 76,47 | 8,33  | 3,85  | 1,28 | 1,19 | 1 092    |
| Nossa Senhora da Piedade                  | 51,99 | 24,51 | 8,56  | 4,12 | 0,99 | 3 541    |
| Nossa Senhora das Misericórdias           | 66,08 | 14,62 | 5,85  | 3,04 | 1,08 | 2 600    |
| Rio de Couros e Casal dos Bernardos       | 76,77 | 11,72 | 3,57  | 0,94 | 0,61 | 1 485    |
| Seiça                                     | 48,63 | 28,05 | 7,93  | 3,59 | 2,08 | 1 059    |
| Urqueira                                  | 67,22 | 13,60 | 6,02  | 3,12 | 1,78 | 897      |
| Ourém                                     | 67,08 | 15,35 | 5,44  | 2,43 | 1,09 | 23 952   |

### Rio Maior
| Partido                 | Partido                        | Votos  | %               | +/-   |
| ----------------------- | ------------------------------ | ------ | --------------- | ----- |
|                         | Portugal à Frente              | 4 986  | 47,46 / 100,00  | 14,76 |
|                         | Partido Socialista             | 2 859  | 27,21 / 100,00  | 5,85  |
|                         | Bloco de Esquerda              | 937    | 8,92 / 100,00   | 5,14  |
|                         | Coligação Democrática Unitária | 526    | 5,01 / 100,00   | 1,04  |
|                         | Pessoas–Animais–Natureza       | 135    | 1,28 / 100,00   | 0,30  |
|                         | Outros                         | 541    | 5,16 / 100,00   |       |
| Votos Inválidos         | Votos Inválidos                | 522    | 4,97 / 100,00   | 0,42  |
| Total                   | Total                          | 10 506 | 100,00 / 100,00 |       |
| Eleitorado/Participação | Eleitorado/Participação        | 18 062 | 58,17 / 100,00  | 3,10  |

| Freguesia                                 | %     | %     | %     | %     | %    | Votantes |
| Freguesia                                 | PÀF   | PS    | BE    | CDU   | PAN  | Votantes |
| ----------------------------------------- | ----- | ----- | ----- | ----- | ---- | -------- |
| Alcobertas                                | 66,31 | 14,21 | 5,81  | 2,50  | 1,07 | 1 119    |
| Arrouquelas                               | 25,98 | 44,41 | 9,37  | 7,85  | 2,42 | 331      |
| Asseiceira                                | 38,03 | 30,58 | 9,86  | 10,06 | 1,21 | 497      |
| Azambujeira e Malaqueijo                  | 40,43 | 32,83 | 8,04  | 6,30  | 1,52 | 460      |
| Fráguas                                   | 48,89 | 25,52 | 8,45  | 3,82  | 0,60 | 497      |
| Marmeleira e Assentiz                     | 28,80 | 34,60 | 11,00 | 13,20 | 2,40 | 500      |
| Outeiro da Cortiçada e Arruda dos Pisões  | 55,56 | 23,63 | 6,35  | 3,70  | 1,06 | 567      |
| Rio Maior                                 | 47,45 | 27,41 | 9,70  | 4,23  | 1,38 | 5 585    |
| São João da Ribeira e Ribeira de São João | 43,76 | 28,89 | 9,12  | 5,89  | 0,56 | 713      |
| São Sebastião                             | 50,21 | 33,33 | 6,33  | 3,80  | 0    | 237      |
| Rio Maior                                 | 47,46 | 27,21 | 8,92  | 5,01  | 1,28 | 10 506   |

### Salvaterra de Magos
| Partido                 | Partido                         | Votos  | %               | +/-   |
| ----------------------- | ------------------------------- | ------ | --------------- | ----- |
|                         | Partido Socialista              | 3 286  | 34,92 / 100,00  | 3,11  |
|                         | Portugal à Frente               | 2 558  | 27,18 / 100,00  | 10,37 |
|                         | Bloco de Esquerda               | 1 279  | 13,59 / 100,00  | 5,14  |
|                         | Coligação Democrática Unitária  | 1 130  | 12,01 / 100,00  | 0,10  |
|                         | PCTP/MRPP                       | 189    | 2,01 / 100,00   | 0,08  |
|                         | Pessoas–Animais–Natureza        | 165    | 1,75 / 100,00   | 0,50  |
|                         | Partido Democrático Republicano | 117    | 1,24 / 100,00   | Novo  |
|                         | Outros                          | 312    | 3,31 / 100,00   |       |
| Votos Inválidos         | Votos Inválidos                 | 375    | 3,99 / 100,00   | 0,29  |
| Total                   | Total                           | 9 411  | 100,00 / 100,00 |       |
| Eleitorado/Participação | Eleitorado/Participação         | 18 782 | 50,11 / 100,00  | 0,25  |

| Freguesia                                 | %     | %     | %     | %     | %    | %    | %    | Votantes |
| Freguesia                                 | PS    | PÀF   | BE    | CDU   | PCTP | PAN  | PDR  | Votantes |
| ----------------------------------------- | ----- | ----- | ----- | ----- | ---- | ---- | ---- | -------- |
| Glória do Ribatejo e Granho               | 43,20 | 12,68 | 14,78 | 18,57 | 2,32 | 1,87 | 0,91 | 1 766    |
| Marinhais                                 | 31,93 | 31,75 | 14,56 | 8,38  | 1,76 | 1,65 | 1,65 | 2 781    |
| Muge                                      | 53,21 | 16,46 | 10,05 | 8,32  | 1,91 | 1,73 | 1,73 | 577      |
| Salvaterra de Magos e Foros de Salvaterra | 30,98 | 31,63 | 12,95 | 12,15 | 2,05 | 1,77 | 1,05 | 4 287    |
| Salvaterra de Magos                       | 34,92 | 27,18 | 13,59 | 12,01 | 2,01 | 1,75 | 1,24 | 9 411    |

### Santarém
| Partido                 | Partido                         | Votos  | %               | +/-   |
| ----------------------- | ------------------------------- | ------ | --------------- | ----- |
|                         | Portugal à Frente               | 11 100 | 35,62 / 100,00  | 16,26 |
|                         | Partido Socialista              | 11 023 | 35,37 / 100,00  | 9,51  |
|                         | Bloco de Esquerda               | 3 102  | 9,95 / 100,00   | 4,61  |
|                         | Coligação Democrática Unitária  | 2 717  | 8,72 / 100,00   | 0,89  |
|                         | PCTP/MRPP                       | 373    | 1,20 / 100,00   | 0,02  |
|                         | Pessoas–Animais–Natureza        | 346    | 1,11 / 100,00   | 0,11  |
|                         | Partido Democrático Republicano | 328    | 1,05 / 100,00   | Novo  |
|                         | Outros                          | 994    | 3,19 / 100,00   |       |
| Votos Inválidos         | Votos Inválidos                 | 1 179  | 3,79 / 100,00   | 0,89  |
| Total                   | Total                           | 31 162 | 100,00 / 100,00 |       |
| Eleitorado/Participação | Eleitorado/Participação         | 52 651 | 59,19 / 100,00  | 1,13  |

| Freguesia                                                           | %     | %     | %     | %     | %    | %    | %    | Votantes |
| Freguesia                                                           | PÀF   | PS    | BE    | CDU   | PCTP | PAN  | PDR  | Votantes |
| ------------------------------------------------------------------- | ----- | ----- | ----- | ----- | ---- | ---- | ---- | -------- |
| Abitureiras                                                         | 37,04 | 41,65 | 8,45  | 4,22  | 1,15 | 0,38 | 0,77 | 521      |
| Abrã                                                                | 45,37 | 27,22 | 8,36  | 7,12  | 1,42 | 0,36 | 0,53 | 562      |
| Achete, Azoia de Baixo e Póvoa de Santarém                          | 33,74 | 36,40 | 10,70 | 8,54  | 1,58 | 1,29 | 0,57 | 1 393    |
| Alcanede                                                            | 55,02 | 23,31 | 7,25  | 3,56  | 1,27 | 0,34 | 1,19 | 2 359    |
| Alcanhões                                                           | 23,34 | 33,29 | 11,35 | 21,81 | 1,40 | 1,02 | 1,40 | 784      |
| Almoster                                                            | 25,47 | 41,64 | 10,74 | 14,84 | 1,66 | 0,78 | 0,55 | 903      |
| Amiais de Baixo                                                     | 26,32 | 52,34 | 5,39  | 8,13  | 0,71 | 0,71 | 0,41 | 984      |
| Arneiro das Milhariças                                              | 24,06 | 45,19 | 8,37  | 10,46 | 1,46 | 0,84 | 2,51 | 478      |
| Azoia de Cima e Tremês                                              | 37,61 | 37,61 | 8,61  | 6,50  | 1,14 | 0,89 | 0,65 | 1 231    |
| Casével e Vaqueiros                                                 | 34,12 | 31,59 | 11,82 | 11,49 | 1,52 | 1,86 | 1,52 | 592      |
| Gançaria                                                            | 66,78 | 17,63 | 4,75  | 0,68  | 0,34 | 0,34 | 1,36 | 295      |
| Marvila, Sta. Iria da Ribeira de Santarém, S. Salvador e S. Nicolau | 36,68 | 34,41 | 10,60 | 7,64  | 1,02 | 1,41 | 1,12 | 15 007   |
| Moçarria                                                            | 23,89 | 43,89 | 14,16 | 7,79  | 1,42 | 0,88 | 0,53 | 565      |
| Pernes                                                              | 28,75 | 37,91 | 8,02  | 15,39 | 2,04 | 0,38 | 0,89 | 786      |
| Póvoa da Isenta                                                     | 24,95 | 39,96 | 9,40  | 16,82 | 1,81 | 1,08 | 0,54 | 553      |
| Romeira e Várzea                                                    | 34,47 | 36,54 | 11,76 | 5,88  | 0,95 | 1,59 | 1,67 | 1 259    |
| São Vicente do Paul e Vale de Figueira                              | 26,79 | 40,72 | 8,58  | 13,29 | 1,76 | 0,49 | 0,77 | 1 422    |
| Vale de Santarém                                                    | 28,41 | 37,87 | 11,31 | 13,56 | 1,29 | 1,02 | 1,29 | 1 468    |
| Santarém                                                            | 35,62 | 35,37 | 9,95  | 8,72  | 1,20 | 1,11 | 1,05 | 31 162   |

### Sardoal
| Partido                 | Partido                        | Votos | %               | +/-   |
| ----------------------- | ------------------------------ | ----- | --------------- | ----- |
|                         | Portugal à Frente              | 919   | 38,21 / 100,00  | 19,66 |
|                         | Partido Socialista             | 786   | 32,68 / 100,00  | 10,38 |
|                         | Bloco de Esquerda              | 287   | 11,93 / 100,00  | 7,35  |
|                         | Coligação Democrática Unitária | 147   | 6,11 / 100,00   | 1,33  |
|                         | Pessoas–Animais–Natureza       | 38    | 1,58 / 100,00   | 0,74  |
|                         | PCTP/MRPP                      | 31    | 1,29 / 100,00   | 0,38  |
|                         | Outros                         | 100   | 4,17 / 100,00   |       |
| Votos Inválidos         | Votos Inválidos                | 97    | 4,03 / 100,00   | 0,39  |
| Total                   | Total                          | 2 405 | 100,00 / 100,00 |       |
| Eleitorado/Participação | Eleitorado/Participação        | 3 413 | 70,47 / 100,00  | 0,45  |

| Freguesia              | %     | %     | %     | %     | %    | %    | Votantes |
| Freguesia              | PÀF   | PS    | BE    | CDU   | PAN  | PCTP | Votantes |
| ---------------------- | ----- | ----- | ----- | ----- | ---- | ---- | -------- |
| Alcaravela             | 52,52 | 23,30 | 8,17  | 4,52  | 0,87 | 1,04 | 575      |
| Santiago de Montalegre | 53,59 | 26,52 | 7,18  | 3,87  | 1,66 | 0,55 | 181      |
| Sardoal                | 31,42 | 37,23 | 14,04 | 6,38  | 1,70 | 1,42 | 1 410    |
| Valhascos              | 32,22 | 33,05 | 12,13 | 10,04 | 2,51 | 1,67 | 239      |
| Sardoal                | 38,21 | 32,68 | 11,93 | 6,11  | 1,58 | 1,29 | 2 405    |

### Tomar
| Partido                 | Partido                         | Votos  | %               | +/-   |
| ----------------------- | ------------------------------- | ------ | --------------- | ----- |
|                         | Portugal à Frente               | 8 229  | 38,71 / 100,00  | 14,19 |
|                         | Partido Socialista              | 6 907  | 32,49 / 100,00  | 6,83  |
|                         | Bloco de Esquerda               | 2 318  | 10,90 / 100,00  | 5,05  |
|                         | Coligação Democrática Unitária  | 1 320  | 6,21 / 100,00   | 0,62  |
|                         | Pessoas–Animais–Natureza        | 259    | 1,22 / 100,00   | 0,21  |
|                         | PCTP/MRPP                       | 244    | 1,15 / 100,00   | 0,08  |
|                         | Partido Democrático Republicano | 244    | 1,15 / 100,00   | Novo  |
|                         | Outros                          | 759    | 3,58 / 100,00   |       |
| Votos Inválidos         | Votos Inválidos                 | 977    | 4,60 / 100,00   | 0,67  |
| Total                   | Total                           | 21 257 | 100,00 / 100,00 |       |
| Eleitorado/Participação | Eleitorado/Participação         | 36 327 | 58,52 / 100,00  | 1,14  |

| Freguesia                                   | %     | %     | %     | %     | %    | %    | %    | Votantes |
| Freguesia                                   | PÀF   | PS    | BE    | CDU   | PAN  | PCTP | PDR  | Votantes |
| ------------------------------------------- | ----- | ----- | ----- | ----- | ---- | ---- | ---- | -------- |
| Além da Ribeira e Pedreira                  | 35,69 | 34,35 | 10,12 | 7,86  | 0,53 | 1,20 | 2,00 | 751      |
| Asseiceira                                  | 28,14 | 40,74 | 14,10 | 6,17  | 0,84 | 1,04 | 1,30 | 1 539    |
| Carregueiros                                | 37,88 | 23,06 | 13,47 | 11,62 | 1,35 | 2,02 | 1,01 | 594      |
| Casais e Alviobeira                         | 44,11 | 30,33 | 8,54  | 4,11  | 1,19 | 1,06 | 0,99 | 1 510    |
| Madalena e Beselga                          | 31,46 | 35,56 | 11,74 | 7,68  | 1,10 | 1,81 | 1,53 | 2 095    |
| Olalhas                                     | 61,59 | 17,35 | 5,17  | 3,44  | 1,72 | 0,53 | 1,32 | 755      |
| Paialvo                                     | 28,52 | 34,45 | 13,20 | 11,72 | 1,17 | 2,50 | 1,09 | 1 280    |
| Sabacheira                                  | 37,54 | 44,64 | 6,92  | 3,81  | 1,21 | 0,35 | 0,69 | 578      |
| São João Baptista e Santa Maria dos Olivais | 38,79 | 32,78 | 11,60 | 5,68  | 1,32 | 0,89 | 1,04 | 9 613    |
| São Pedro de Tomar                          | 38,92 | 32,83 | 9,28  | 6,30  | 1,11 | 1,52 | 1,45 | 1 444    |
| Serra e Junceira                            | 58,29 | 20,67 | 6,65  | 3,55  | 1,37 | 0,64 | 0,64 | 1 098    |
| Tomar                                       | 38,71 | 32,49 | 10,90 | 6,21  | 1,22 | 1,15 | 1,15 | 21 257   |

### Torres Novas
| Partido                 | Partido                         | Votos  | %               | +/-   |
| ----------------------- | ------------------------------- | ------ | --------------- | ----- |
|                         | Partido Socialista              | 6 711  | 34,55 / 100,00  | 6,69  |
|                         | Portugal à Frente               | 5 726  | 29,48 / 100,00  | 14,75 |
|                         | Bloco de Esquerda               | 2 786  | 14,34 / 100,00  | 6,16  |
|                         | Coligação Democrática Unitária  | 1 984  | 10,21 / 100,00  | 0,38  |
|                         | PCTP/MRPP                       | 283    | 1,46 / 100,00   | 0,03  |
|                         | Partido Democrático Republicano | 235    | 1,21 / 100,00   | Novo  |
|                         | Pessoas–Animais–Natureza        | 224    | 1,15 / 100,00   | 0,17  |
|                         | Outros                          | 680    | 3,51 / 100,00   |       |
| Votos Inválidos         | Votos Inválidos                 | 794    | 4,09 / 100,00   | 0,69  |
| Total                   | Total                           | 19 423 | 100,00 / 100,00 |       |
| Eleitorado/Participação | Eleitorado/Participação         | 32 036 | 60,63 / 100,00  | 0,38  |

| Freguesia                                   | %     | %     | %     | %     | %    | %    | %    | Votantes |
| Freguesia                                   | PS    | PÀF   | BE    | CDU   | PCTP | PDR  | PAN  | Votantes |
| ------------------------------------------- | ----- | ----- | ----- | ----- | ---- | ---- | ---- | -------- |
| Assentiz                                    | 35,68 | 36,29 | 10,61 | 6,15  | 1,27 | 1,05 | 1,15 | 1 659    |
| Brogueira, Parceiros de Igreja e Alcorochel | 38,50 | 25,74 | 12,83 | 10,31 | 2,10 | 1,47 | 1,26 | 1 426    |
| Chancelaria                                 | 27,49 | 44,69 | 9,75  | 4,05  | 1,20 | 1,31 | 1,10 | 913      |
| Meia Via                                    | 37,15 | 23,83 | 19,16 | 7,36  | 1,40 | 0,82 | 2,22 | 856      |
| Olaia e Paço                                | 33,01 | 25,22 | 15,15 | 12,43 | 1,84 | 1,99 | 1,62 | 1 360    |
| Pedrógão                                    | 34,02 | 31,59 | 13,27 | 11,31 | 2,06 | 0,37 | 0,37 | 1 070    |
| Riachos                                     | 35,68 | 23,27 | 17,38 | 12,30 | 1,29 | 1,58 | 0,70 | 2 716    |
| Santa Maria, Salvador e Santiago            | 32,24 | 33,94 | 14,31 | 8,41  | 1,16 | 1,23 | 1,23 | 4 234    |
| São Pedro, Lapas e Ribeira Branca           | 35,66 | 26,42 | 14,66 | 12,67 | 1,47 | 1,00 | 1,26 | 4 618    |
| Zibreira                                    | 36,25 | 30,65 | 12,43 | 12,26 | 1,75 | 1,05 | 0,53 | 571      |
| Torres Novas                                | 34,55 | 29,48 | 14,34 | 10,21 | 1,46 | 1,21 | 1,15 | 19 423   |

### Vila Nova da Barquinha
| Partido                 | Partido                         | Votos | %               | +/-   |
| ----------------------- | ------------------------------- | ----- | --------------- | ----- |
|                         | Partido Socialista              | 1 519 | 39,59 / 100,00  | 9,70  |
|                         | Portugal à Frente               | 915   | 23,85 / 100,00  | 18,98 |
|                         | Bloco de Esquerda               | 515   | 13,42 / 100,00  | 6,85  |
|                         | Coligação Democrática Unitária  | 415   | 10,82 / 100,00  | 0,53  |
|                         | PCTP/MRPP                       | 68    | 1,77 / 100,00   | 0,14  |
|                         | Pessoas–Animais–Natureza        | 56    | 1,46 / 100,00   | 0,45  |
|                         | Partido Democrático Republicano | 45    | 1,17 / 100,00   | Novo  |
|                         | Outros                          | 157   | 4,08 / 100,00   |       |
| Votos Inválidos         | Votos Inválidos                 | 147   | 3,84 / 100,00   | 0,48  |
| Total                   | Total                           | 3 837 | 100,00 / 100,00 |       |
| Eleitorado/Participação | Eleitorado/Participação         | 6 367 | 60,26 / 100,00  | 1,19  |

| Freguesia              | %     | %     | %     | %     | %    | %    | %    | Votantes |
| Freguesia              | PS    | PÀF   | BE    | CDU   | PCTP | PAN  | PDR  | Votantes |
| ---------------------- | ----- | ----- | ----- | ----- | ---- | ---- | ---- | -------- |
| Atalaia                | 39,59 | 19,96 | 13,67 | 13,12 | 2,39 | 1,41 | 0,43 | 922      |
| Praia do Ribatejo      | 39,14 | 24,23 | 15,36 | 8,30  | 1,48 | 1,71 | 1,37 | 879      |
| Tancos                 | 59,72 | 14,58 | 9,72  | 9,03  | 0    | 1,39 | 0    | 144      |
| Vila Nova da Barquinha | 38,27 | 26,27 | 12,68 | 10,99 | 1,74 | 1,37 | 1,53 | 1 892    |
| Vila Nova da Barquinha | 39,59 | 23,85 | 13,42 | 10,82 | 1,77 | 1,46 | 1,17 | 3 837    |